# 돌아온 술주정뱅이
〈돌아온 술주정뱅이〉(일본어: 帰って来たヨッパライ 카엣테키타욧파라이[*])는 일본의 포크 그룹 더 포크 크루세이더스의 데뷔 싱글이며, 1967년 12월 25일 발매되었다. (7" Vinyl: CP-1014) 이 곡은 오리콘 최초의 밀리언 셀러이기도 하며, 누계 판매량은 283만 장으로 알려졌다.
1967년 11월 5일, 이 노래가 라디오 간사이의 심야 프로그램에 방송되며 긴키 지방에서 인기를 끌게 된다. 이를 우연히 듣고 원반권(原盤権)을 따냈던 퍼시픽음악출판(PMP)의 전무 타카사키 이치로(高崎一郎)는 자신이 사회를 맡고 있던 《올 나이트 닛폰》(닛폰 방송)에서 이 곡을 틀게 되었고, 이내 큰 반향을 얻게 된다.
영상 작품에서 〈돌아온 술주정뱅이〉는 다음과 같이 다뤄지기도 한다. 곡의 인기에 힘입어 1968년 오시마 나기사 감독의 영화화가 진행되기도 했으며, 크루세이더스의 멤버 키타야마 오사무, 카토 카즈히코, 하시다 노리히코가 출연했다. 《20세기 소년》의 원작과 실사판 영화에서, 주인공 켄지가 친구력 3년에 오토바이를 타며 불렀던 노래이기도 하다.

## 수록곡
| #            | 제목                                                                 | 작사                              | 작곡          | 재생 시간 |
| ------------ | -------------------------------------------------------------------- | --------------------------------- | ------------- | --------- |
| 1.           | 〈〈돌아온 술주정뱅이〉 (I Only Live Twice)〉 (帰って来たヨッパライ) | 마츠야마 타케시 / 키타야마 오사무 | 카토 카즈히코 | 3:21      |
| 2.           | 〈〈소란 부시〉 (Soran Bushi)〉 (ソーラン節)                         | 카토 카즈히코                     | (민요)        | 1:53      |
| 총 재생 시간 | 총 재생 시간                                                         | 총 재생 시간                      | 총 재생 시간  | 5:14      |

## 참고 문헌
- 타케, 히데키 (1999), 《読むJ‐POP―1945‐1999私的全史 あの時を忘れない》, 토쿠마 쇼텐, ISBN 4198610576
- 아사츠마 이치로 (2008), 《ヒットこそすべて ~オール・アバウト・ミュージック・ビジネス~》, 뱌쿠야 쇼보, ISBN 4861914604